# Glenea lepida
Glenea lepida là một loài bọ cánh cứng trong họ Cerambycidae.